# Froesia tricarpa
Froesia tricarpa là một loài thực vật có hoa trong họ Ochnaceae. Loài này được Pires mô tả khoa học đầu tiên năm 1948.